# Badminton-Südamerikameisterschaft 2024
Die Badminton-Südamerikameisterschaft 2024 fand vom 7. bis zum 14. Dezember 2024 in Santiago de Chile statt.

## Sieger und Platzierte
| Disziplin    | Gold                                              | Silber                                       | Bronze                                       |
| ------------ | ------------------------------------------------- | -------------------------------------------- | -------------------------------------------- |
| Herreneinzel | Welton Menezes                                    | Adriano Viale                                | Mateus Carijo Cutti                          |
| Herreneinzel | Welton Menezes                                    | Adriano Viale                                | Gabriel Cury Fonseca                         |
| Dameneinzel  | Namie Miyahira                                    | Juliana Giraldo                              | Inés Castillo                                |
| Dameneinzel  | Namie Miyahira                                    | Juliana Giraldo                              | Fernanda Saponara Rivva                      |
| Herrendoppel | Mateus Carijo Cutti Alisson De Souza Vasconcellos | Gabriel Cury Fonseca Rafael Gustavo De Faria | Pedro Mendonça Taveira Vinicius Enzo Sugiura |
| Herrendoppel | Mateus Carijo Cutti Alisson De Souza Vasconcellos | Gabriel Cury Fonseca Rafael Gustavo De Faria | Sharum Durand Cardenas José Guevara          |
| Damendoppel  | Fernanda Munar Rafaela Munar                      | Iona Gualdi Ailen Oliva                      | Juliana Giraldo Karen Patiño                 |
| Damendoppel  | Fernanda Munar Rafaela Munar                      | Iona Gualdi Ailen Oliva                      | Inés Castillo Namie Miyahira                 |
| Mixed        | Donnians Lucas De Oliveira Ana Julia Ywata        | Adriano Viale Fernanda Saponara Rivva        | Sharum Durand Cardenas Namie Miyahira        |
| Mixed        | Donnians Lucas De Oliveira Ana Julia Ywata        | Adriano Viale Fernanda Saponara Rivva        | Diego Subauste Rafaela Munar                 |
| Team         | Peru                                              | Brasilien                                    | Chile                                        |

## Teams

### Gruppenphase

#### Gruppe A
| Platz | Team        | Pld | W | L | MF | MA | MD | GF | GA | GD | PF  | PA  | PD  | Pts | Qualifikation   |
| ----- | ----------- | --- | - | - | -- | -- | -- | -- | -- | -- | --- | --- | --- | --- | --------------- |
| 1     | Brasilien   | 1   | 1 | 0 | 4  | 1  | +3 | 9  | 3  | +6 | 243 | 174 | +69 | 1   | Q               |
| 2     | Argentinien | 1   | 0 | 1 | 1  | 4  | −3 | 3  | 9  | −6 | 174 | 243 | −69 | 0   | Q               |
| 3     | Paraguay    | 0   | 0 | 0 | 0  | 0  | 0  | 0  | 0  | 0  | 0   | 0   | 0   | 0   | nicht gestartet |

#### Gruppe B
| Platz | Team      | Pld | W | L | MF | MA | MD  | GF | GA | GD  | PF  | PA  | PD   | Pts | Qualifikation |
| ----- | --------- | --- | - | - | -- | -- | --- | -- | -- | --- | --- | --- | ---- | --- | ------------- |
| 1     | Peru      | 2   | 2 | 0 | 10 | 0  | +10 | 20 | 1  | +19 | 441 | 249 | +192 | 2   | Q             |
| 2     | Chile     | 2   | 1 | 1 | 4  | 6  | −2  | 8  | 13 | −5  | 345 | 366 | −21  | 1   | Q             |
| 3     | Kolumbien | 2   | 0 | 2 | 1  | 9  | −8  | 4  | 18 | −14 | 277 | 448 | −171 | 0   |               |

### Endrunde

#### Spielplan
|  | Halbfinale | Halbfinale  | Halbfinale |  |  | Finale | Finale    | Finale |
|  |            |             |            |  |  |        |           |        |
|  |            |             |            |  |  |        |           |        |
|  |            | Brasilien   | 3          |  |  |        |           |        |
|  |            | Chile       | 0          |  |  |        |           |        |
|  |            |             |            |  |  |        | Brasilien | 1      |
|  |            |             |            |  |  |        | Peru      | 3      |
|  |            | Argentinien | 0          |  |  |        |           |        |
|  |            | Peru        | 3          |  |  |        |           |        |
|  |            |             |            |  |  |        |           |        |